# Чехия на зимних Олимпийских играх 2006
Чехия принимала участие в Зимних Олимпийских играх 2006 года в Турине (Италия) в четвёртый раз за свою историю, и завоевала две серебряные, одну бронзовую и одну золотую медали. Сборную страны представляли 64 мужчины и 20 женщин.

## Золото
- Лыжные гонки, женщины, 30 км, масс-старт — Катержина Нойманова.

## Серебро
- Лыжные гонки, женщины, дуатлон 7,5 км + 7,5 км — Катержина Нойманова.
- Лыжные гонки, мужчины, 15 км классика — Лукаш Бауэр.

## Бронза
- Хоккей, мужчины.